# Cutervo (distrito)
Cutervo é um distrito do Peru, departamento de Cajamarca, localizada na província de Cutervo.

## Transporte
O distrito de Cutervo é servido pela seguinte rodovia:
- CA-105, que liga o distrito à cidade de Chota
- PE-3N, que liga o distrito de La Oroya (Região de Junín) à Puerto Vado Grande (Fronteira Equador-Peru) no distrito de Ayabaca (Região de Piura)
- PE-3NC, que liga a cidade ao distrito de Chota
- PE-3ND, que liga a cidade ao distrito de Pimpingos[1][2][3]